# كوري أندرسون
كوري أندرسون (13 ديسمبر 1990 بكرايستشرش في نيوزيلندا - ) (بالإنجليزية: Corey Anderson) هو لاعب كريكت نيوزلندي. شارك مع منتخب نيوزيلندا الوطني للكريكت. أما مع النوادي، فقد لعب مع مقاطعة سومرست ورويال تشالنجرز بنغالور ومومباي إنديانز وNorthern Districts men's cricket team ‏ وفريق كانتربري للكريكت ‏ ودلهي كابيتالز.

## وصلات خارجية
- كوري أندرسون على موقع إي آس بي آن كريك إنفو (الإنجليزية)